# ورخنه‌بلسکی
ورخنه‌بلسکی (انگلیسی: Verkhnebelsky) یک شهرک در شهرستان بلورتسکی استان باشقیرستان کشور روسیه است.